# Irumagawa Keita
Keita Irumagawa (入間川 景太 Irumagawa Keita, sinh ngày 20 tháng 5 năm 1999) là một cầu thủ bóng đá người Nhật Bản. Anh thi đấu cho Ventforet Kofu.

## Sự nghiệp
Keita Irumagawa gia nhập câu lạc bộ tại J1 League Ventforet Kofu năm 2017.